# 内閣府特命担当大臣（原子力損害賠償・廃炉等支援機構担当）
内閣府特命担当大臣（原子力損害賠償・廃炉等支援機構担当）（ないかくふとくめいたんとうだいじん げんしりょくそんがいばいしょう はいろとうしえんきこうたんとう、英語: Minister of State for the Nuclear Damage Compensation and Decommissioning Facilitation Corporation）は、日本の国務大臣。内閣府特命担当大臣の一つである。

## 概要

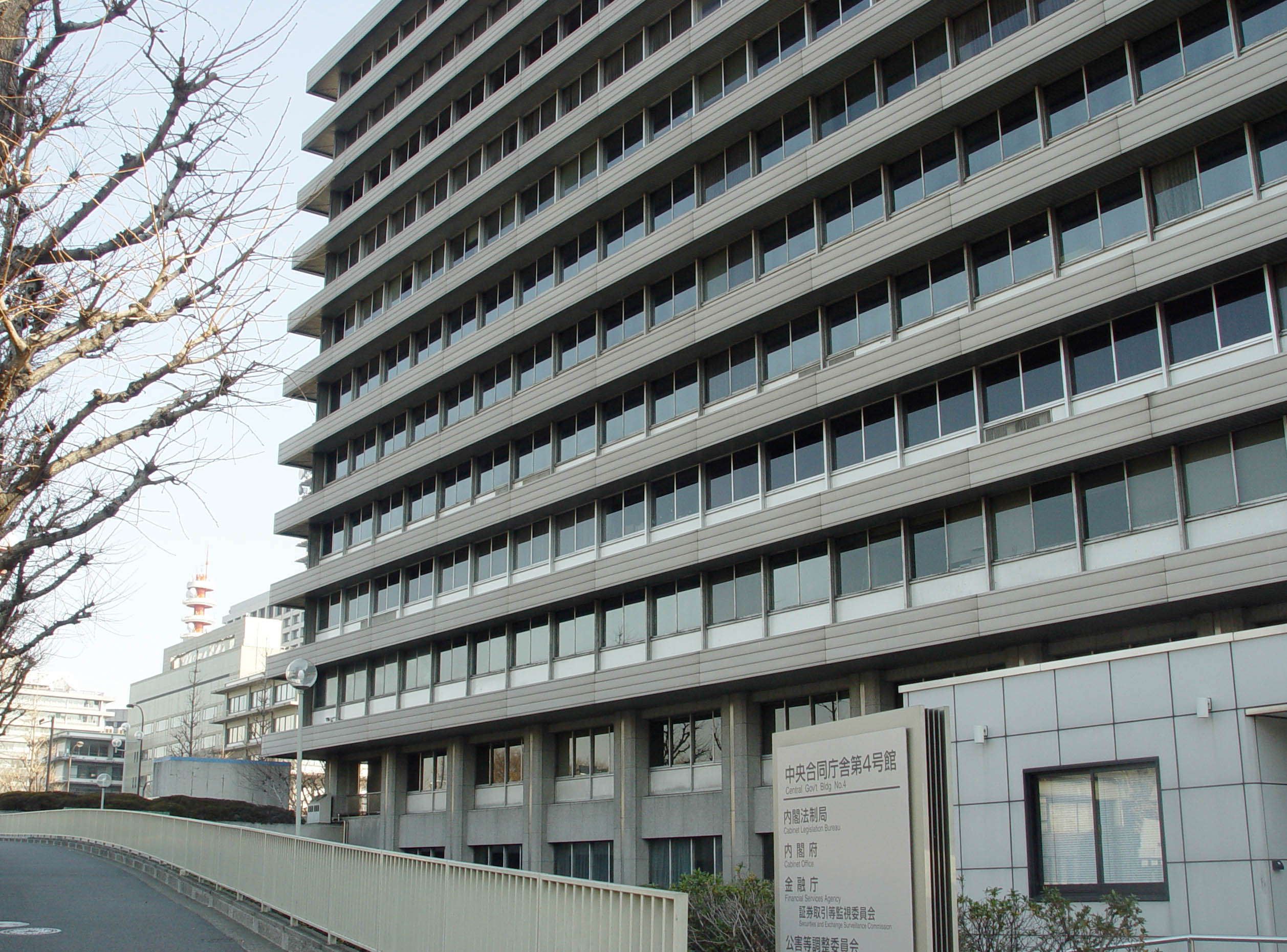
内閣府科学技術・イノベーション推進事務局が設置される中央合同庁舎第四号館

日本の内閣府に置かれる内閣府特命担当大臣の一つである。主として原子力事故の損害賠償や原子炉の廃炉支援に関する行政を所管する国務大臣である。
原子力事故を起こした事業者に課せられた賠償額が、原子力損害の賠償に関する法律に基づく「賠償措置額」を超過した場合、原子力損害賠償・廃炉等支援機構は事業者に対して必要な資金を交付する。この賠償措置額は、一施設あたり1200億円とされ、政令で指定された原子炉の運転については1200億円以内の政令で定められた額とされており、それを超過した場合に事業者への資金が交付されることになる。
内閣府にて原子力事故の損賠賠償や原子炉の廃炉支援に関する行政を司る組織としては、内部部局である原子力損害賠償・廃炉等支援機構担当室がある。内閣府特命担当大臣（原子力損害賠償・廃炉等支援機構担当）は、この組織を担当する。なお、内閣府においては、内部部局である政策統括官（原子力防災担当）配下の組織、審議会等である原子力委員会、特別の機関である原子力立地会議なども原子力に関する業務を取り扱っているが、これらの組織は他の国務大臣が担当しており、内閣府特命担当大臣（原子力損害賠償・廃炉等支援機構担当）の担当ではない。また、科学技術・イノベーション推進事務局 配下の組織には、原子力事故の損賠賠償や原子炉の廃炉支援に関する行政ではなく、一般的な原子力政策を司る組織も存在するが、この組織についても他の国務大臣が担当しており、内閣府特命担当大臣（原子力損害賠償・廃炉等支援機構担当）の担当ではない。原子力損害賠償・廃炉等支援機構とは別に内閣官房にも「東京電力に関する経営・財務調査委員会」が設置されており、内閣府特命担当大臣（経済安全保障担当）と同様に内閣官房の担当大臣としての辞令も交付されていることから、この組織についても担当している。

## 沿革
第186回国会にて内閣府設置法の一部を改正する法律案や、原子力損害賠償支援機構法の一部を改正する法律案が可決、成立した。2014年8月18日、原子力損害賠償支援機構法の一部を改正する法律が施行された。それにともない、原子力事故の損害賠償だけでなく、原子炉の廃炉支援に関する行政も、内閣府が所管することになった。これを受け、第2次安倍内閣は「内閣府特命担当大臣（原子力損害賠償・廃炉等支援機構担当）」を新設し、経済産業大臣の茂木敏充が任命された。以降、原子力事故の損害賠償や原子炉の廃炉支援に関する行政を担当する特命担当大臣として、「内閣府特命担当大臣（原子力損害賠償・廃炉等支援機構担当）」の職が継続して設置された。しかし、茂木敏充、小渕優子、宮澤洋一と交代が繰り返され、新設後わずか3か月で3名が就任するという異例の事態となった。
かつては内閣府特命担当大臣（原子力損害賠償支援機構担当）という国務大臣が置かれていたが、同職は第2次安倍内閣により廃止された。同職との大きな違いは、原子力事故の損害賠償だけでなく、原子炉の廃炉に関する支援も含めて担当する点である。

## 歴代大臣
| 代                                                                      | 氏名          | 氏名          | 内閣           | 内閣           | 就任日         | 退任日         | 党派       | 備考     |
| ----------------------------------------------------------------------- | ------------- | ------------- | -------------- | -------------- | -------------- | -------------- | ---------- | -------- |
| （第2次安倍内閣以前は内閣府特命担当大臣（原子力損害賠償支援機構担当）） |               |               |                |                |                |                |            |          |
| 内閣府特命担当大臣（原子力損害賠償・廃炉等支援機構担当）                |               |               |                |                |                |                |            |          |
| 1                                                                       |               | 茂木敏充      | 第2次安倍内閣  | 第2次安倍内閣  | 2014年8月18日  | 2014年9月3日   | 自由民主党 |          |
| 2                                                                       |               | 小渕優子      |                | 改造内閣       | 2014年9月3日   | 2014年10月20日 | 自由民主党 |          |
| ‐                                                                       |               | （高市早苗）  |                | 改造内閣       | 2014年10月20日 | 2014年10月21日 | 自由民主党 | 事務代理 |
| 3                                                                       |               | 宮澤洋一      |                | 改造内閣       | 2014年10月21日 | 2014年12月24日 | 自由民主党 |          |
| 4                                                                       | 第3次安倍内閣 | 第3次安倍内閣 | 2014年12月24日 | 2015年10月7日  | 再任           |                | 自由民主党 |          |
| 5                                                                       |               | 林幹雄        |                | 第1次改造内閣  | 2015年10月7日  | 2016年8月3日   | 自由民主党 |          |
| 6                                                                       |               | 世耕弘成      |                | 第2次改造内閣  | 2016年8月3日   | 2017年8月3日   | 自由民主党 |          |
| 6                                                                       | 第3次改造内閣 | 世耕弘成      | 2017年8月3日   | 2017年11月1日  | 留任           |                | 自由民主党 |          |
| 7                                                                       | 第4次安倍内閣 | 第4次安倍内閣 | 2017年11月1日  | 2018年10月2日  | 留任           |                | 自由民主党 |          |
| 7                                                                       |               | 世耕弘成      | 第1次改造内閣  | 2018年10月2日  | 留任           | 2019年9月11日  | 自由民主党 |          |
| 8                                                                       |               | 菅原一秀      |                | 第2次改造内閣  | 2019年9月11日  | 2019年10月25日 | 自由民主党 |          |
| 9                                                                       |               | 梶山弘志      |                | 第2次改造内閣  | 2019年10月25日 | 2020年9月16日  | 自由民主党 |          |
| 10                                                                      | 菅義偉内閣    | 菅義偉内閣    | 2020年9月16日  | 2021年10月4日  | 再任           |                | 自由民主党 |          |
| 11                                                                      |               | 萩生田光一    | 第1次岸田内閣  | 第1次岸田内閣  | 2021年10月4日  | 2021年11月10日 | 自由民主党 |          |
| 12                                                                      | 第2次岸田内閣 | 第2次岸田内閣 | 2021年11月10日 | 2022年8月10日  | 再任           |                | 自由民主党 |          |
| 13                                                                      |               | 西村康稔      |                | 第1次改造内閣  | 2022年8月10日  | 2023年9月13日  | 自由民主党 |          |
| 13                                                                      | 第2次改造内閣 | 西村康稔      | 2023年9月13日  | 2023年12月14日 |                |                | 自由民主党 |          |
| 14                                                                      | 第2次改造内閣 |               | 齋藤健         |                | 2023年12月14日 | 2024年10月1日  | 自由民主党 |          |
| 15                                                                      |               | 武藤容治      | 第1次石破内閣  | 第1次石破内閣  | 2024年10月1日  | 2024年11月11日 | 自由民主党 |          |
| 16                                                                      | 第2次石破内閣 | 第2次石破内閣 | 2024年11月11日 | 現職           | 再任           |                | 自由民主党 |          |

- 特命担当大臣は複数名を任命することがあるため、通常は代数の表記は行わない。ただし、本表ではわかりやすさに配慮し、代数の欄を便宜上設けた。
- 辞令のある再任は就任日を記載し、辞令のない留任は就任日を記載しない。
- 党派の欄は、就任時、または、内閣発足時の所属政党を記載した。
- 内閣府特命担当大臣（原子力損害賠償・廃炉等支援機構担当）事務代理は、大臣が欠けた場合のみ記載した。